# 拉阿尔穆瓦
拉阿尔穆瓦（法語：La Harmoye，法語發音：[la aʁmwa]）是法国阿摩尔滨海省的一个市镇，位于该省中南部偏西，属于圣布里厄区。

## 地理
拉阿尔穆瓦（48°20'8"N, 2°57'41"W）面积17.67 平方千米，位于法国布列塔尼大區阿摩尔滨海省，该省份为法国西北部沿海省份，位于布列塔尼半岛北部，北濒大西洋英吉利海峡，西接菲尼斯泰尔省，南至莫尔比昂省，东临伊勒-维莱讷省。
与拉阿尔穆瓦接壤的市镇（或旧市镇、城区）包括：勒博代奥、上科尔莱、朗凡、圣比伊、圣马丹德普雷。

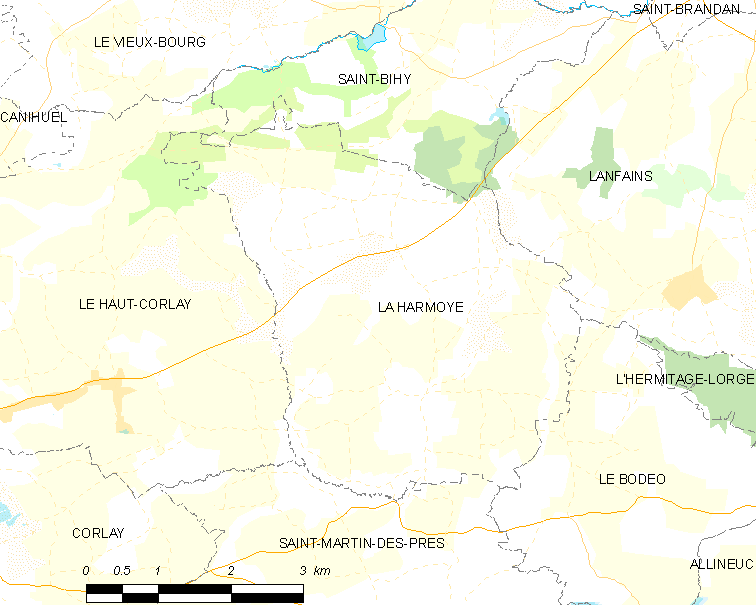
拉阿尔穆瓦的OSM定位图

拉阿尔穆瓦的时区为UTC+01:00、UTC+02:00（夏令时）。

## 行政
拉阿尔穆瓦的邮政编码为22320，INSEE市镇编码为22073。

## 政治
拉阿尔穆瓦所属的省级选区为普莱洛县。

## 人口

1962-2008年间拉阿尔穆瓦人口变化图示

拉阿尔穆瓦于2022年1月1日时的人口数量为379人。